# Girl You Know It's True (singolo)
Girl You Know It's True è un singolo del gruppo musicale tedesco Milli Vanilli, pubblicato nel 1988. La canzone è stata inserita nell'album di debutto All or Nothing uscito lo stesso anno in Europa, così come nella ristampa per il mercato americano, pubblicata l'anno successivo con il titolo Girl You Know It's True.

## Descrizione
Una prima versione di Girl You Know It's True venne incisa dal gruppo hip hop di Baltimora Numarx e pubblicata come singolo nel 1987. La canzone non ottenne particolare successo nelle radio americane, tuttavia divenne discretamente popolare nei club tedeschi, dove fu notata dal produttore Frank Farian che nel 1988 la fece reincidere come singolo di lancio dei Milli Vanilli. In Germania, nella versione dei Milli Vanilli, Girl You Know It's True raggiunse il primo posto della classifica. Negli Stati Uniti arrivò invece alla seconda posizione, diventando il primo di una serie di cinque singoli del gruppo che entrarono nella Top 5 della Billboard Hot 100.

## Video musicale
Il videoclip è stato girato a Londra dai registi Kai von Kotze e Roland Willaert, al mercato di Portobello Road.

## Tracce
- 7"

1. Girl You Know It's True
2. Magic Touch

## Classifiche

### Classifiche settimanali
| Classifica (1988/89)           | Posizione massima |
| ------------------------------ | ----------------- |
| Austria                        | 1                 |
| Belgio (Fiandre)               | 4                 |
| Canada                         | 3                 |
| Europa                         | 1                 |
| Finlandia                      | 3                 |
| Francia                        | 2                 |
| Germania                       | 1                 |
| Grecia                         | 1                 |
| Irlanda                        | 3                 |
| Norvegia                       | 2                 |
| Nuova Zelanda                  | 13                |
| Paesi Bassi                    | 2                 |
| Regno Unito                    | 3                 |
| Spagna                         | 1                 |
| Stati Uniti                    | 2                 |
| Stati Uniti (dance club)       | 3                 |
| Stati Uniti (dance/electronic) | 1                 |
| Stati Uniti (R&B)              | 3                 |
| Stati Uniti (rap)              | 2                 |
| Svezia                         | 2                 |
| Svizzera                       | 2                 |

### Classifiche di fine anno
| Classifica (1988) | Posizione |
| ----------------- | --------- |
| Austria           | 5         |
| Germania          | 1         |
| Paesi Bassi       | 16        |
| Regno Unito       | 40        |
| Spagna            | 12        |
| Svizzera          | 14        |
| Classifica (1989) | Posizione |
| Canada            | 54        |
| Nuova Zelanda     | 20        |
| Stati Uniti       | 8         |